# Galang Barat
Galang Barat is een bestuurslaag in het regentschap Deli Serdang van de provincie Noord-Sumatra, Indonesië. Galang Barat telt 1393 inwoners (volkstelling 2010).